# جان سایمون (تهیه‌کننده)
جان سایمون (انگلیسی: John Simon؛ زادهٔ ۱۱ اوت ۱۹۴۱) یک موسیقی‌دان اهل ایالات متحده آمریکا است.